# 篠原ゆき子
篠原 ゆき子（しのはら ゆきこ、1981年1月21日 - ）は、日本の女優・タレント。本名および旧芸名、篠原 友希子（しのはら ゆきこ）。
神奈川県横浜市出身。テアトル・ド・ポッシュ所属。愛称はゆき、ゆっきー。

## 略歴
桐蔭学園小学校、桐蔭学園中学校・高等学校を経て、明治学院大学法学部法律学科卒業。
大学在学中に芸能事務所に履歴書を送る。女優になるのが夢なのか定かでない頃は、周りの学生と同じように就職活動をしていたことがある。
スカウトがきっかけでデビュー。モデル、タレントを経て、2005年の山下敦弘監督の映画『中学生日記』をきっかけに役者デビュー。
2011年、自身の最も好きな劇団であるポツドールの舞台『おしまいのとき』のオーディションで主役に抜擢され、暴力を含む激しい公演を1ヶ月間こなした。そこでの演技は青山真治などから高く評価された。
2013年、スカイコーポレーションよりテアトル・ド・ポッシュへ移籍。篠原ゆき子へと改名。
2014年、映画『共喰い』（青山真治監督）により第28回高崎映画祭最優秀新進女優賞を受賞。
2020年10月からスタートした相棒シリーズseason19の初回スペシャルでメインゲストを務め、同シーズンからレギュラーメンバーになった。同年12月に公開された主演映画『ミセス・ノイズィ』は、3か月を超えるロングランを記録した。

## 人物
- 身長161cm。靴のサイズは24cm。血液型はA型[2]。
- プラス思考をする性格。
- 美味しいものを食べた時のほめ言葉は「天才」。

### 家族
- 娘がおり、ドラマ『相棒』のファンでもある[8]。
- 3きょうだいの真ん中で兄と妹がいる[4]。
- 祖父の実家が群馬県吾妻郡中之条町にある[9]。
- ペットに猫がいる。

### 趣味・特技
- 趣味は絵、小説を書くこと。
- 特技は料理。

### エピソード
- 笑うとひき笑いで、明石家さんまのようになるという[10]。
- 映画『中学生日記』では25歳で中学生を、ドラマ『モテキ』では29歳で高校生を演じた。
- 物を書くのが得意で、以前所属していたアミューズの友人達と作った自主制作映画「サンモリッツ」の脚本は本人が手がけた。
- 同事務所だった石田純一の結婚パーティーに出席した際、堀江貴文にナンパされた。
- 演技レッスンに通っていた当時、大湯みほから誘われて二人で『ガス漏れトンビ』というお笑いコンビで活動していたことがあった。しかし「間が読めない」という欠点があったことから、芸人はあきらめてその後は女優に専念した[11]。

## 出演

### 映画
- 中学生日記（2005年） - キー子 役
- 檻 Prison Girl（2006年11月11日、Sg-me / エクセレントフィルムパートナーズ / 楽映舎） - アイコ 役
- サンモリッツ（2008年）[注 1]
- オカルト（2009年3月21日、イメージリングス） - 右田紀子 役
- 下校するにはまだ早い（2010年7月3日、アプレ） - 大塚冴子 役
- 恋の正しい方法は本にも設計図にも載っていない（2010年10月2日、ソニー・ミュージックエンタテインメント）
- ここにいる（2010年） - 木下夏子 役
- 終わってる（2011年3月5日、アートポート） - 町子 役
- 映画 怪物くん（2011年11月26日、東宝）
- 苦役列車（2012年7月14日、東映）
- おだやかな日常（2012年12月22日、和エンタテインメント） - ユカコ 役
- ゼンタイ（2013年8月31日）
- 共喰い（2013年9月7日、ビターズ・エンド） - 琴子 役
- ばしゃ馬さんとビッグマウス（2013年11月2日、東映）
- 渇き。（2014年6月27日、ギャガ）
- 深夜食堂（2015年1月31日、東映） - 夏木いずみ 役
  - 続・深夜食堂（2016年11月5日）
- Zアイランド（2015年5月16日、KADOKAWA / 吉本興業） - 恵 役[12]
- ピンクとグレー（2016年1月9日、アスミック・エース）
- 残穢 -住んではいけない部屋-（2016年1月30日、松竹） - 飯田栄子 役
- 二重生活（2016年6月25日、スターサンズ） - 澤村しのぶ 役
- 湯を沸かすほどの熱い愛（2016年10月29日、クロックワークス） - 酒巻君江 役
- 親不孝役者（2017年9月4日、映像演技藩φ空集合） - 夏川あおい 役
- 高崎グラフィティ。（2018年8月18日、エレファントハウス）
- さよならくちびる（2019年5月31日、ギャガ）
- 楽園（2019年10月18日、KADOKAWA）
- 銃 2020（2020年7月10日、KATSU-do） - ヨシノ 役
- 浅田家!（2020年10月2日、東宝）
- 罪の声（2020年10月30日、東宝） - 生島千代子 役[13]
- ミセス・ノイズィ（2020年12月4日、ヒコーキ・フィルムズインターナショナル） - 主演・吉岡真紀 役[14]
- あのこは貴族（2021年2月26日、東京テアトル / バンダイナムコアーツ） - 華子の家族 役[15]
- 女たち（2021年6月1日、シネメディア / チームオクヤマ） - 主演・美咲 役[16]
- モータルコンバット（2021年6月18日、ワーナー・ブラザース映画） - ハサシ・ハルミ 役
- 仕掛人・藤枝梅安 第二作（2023年4月7日 イオンエンターテイメント)  - おるい役
- おいしくて泣くとき（2025年4月4日、松竹）[17]
- 夏の砂の上（2025年7月4日、アスミック・エース） - 陣野茂子 役[18]

### テレビドラマ
- エンジン 第8話 - 第9話（2005年6月6日 - 13日、フジテレビ）
- 結婚式へ行こう! 第6話（2006年12月25日、TBS）
- 週刊真木よう子「トラ トラ トラ」（2008年4月30日、テレビ東京） - ミーナ 役
- デリパンダ〜おしゃべりデリ坊、東京ド真ん中配達中〜 第11話（2008年9月14日、テレビ東京）
- モテキ 第10話 - 第12話（2010年9月17日 - 10月1日、テレビ東京） - 神崎桜子 役
- 黒い報告書 「誘蛾灯の女」（2012年6月9日、BSジャパン） - 浜岡裕美 役
- 赤い糸の女 第4話 - 第31話（2012年9月6日 - 10月16日、東海テレビ） - 園実 役
- 尋ね人（2012年11月3日、WOWOW）
- まほろ駅前番外地 第2話（2013年1月18日、テレビ東京） - 女（娘） 役
- 鍵のない夢を見る「君本家の誘拐」（2013年9月29日、WOWOW）
- LEADERS リーダーズ（2014年3月22日 - 3月23日、TBS）
- 刑事110キロ 第2シリーズ 第5話（2014年5月22日、テレビ朝日） - 国枝聡子 役
- 戦う女 第1話（2014年10月17日、フジテレビNEXT）
- ディア・シスター 第8話（2014年12月4日、フジテレビ） - 麗華 役
- 深夜食堂3 第29話 - 第30話（2014年12月7日 - 21日、MBS） - 夏木いずみ 役
- 美しき罠〜残花繚乱〜（2015年1月8日 - 3月12日、TBS） - 志織 役
- 月曜ゴールデン・十津川警部シリーズ54「サンライズ出雲の女」（2015年4月13日、TBS）- 宮本さゆり 役
- 遺産相続弁護士 柿崎真一 第4話（2016年7月28日、読売テレビ） - 富沢璃菜 役
- プリンセスメゾン 最終話（2016年12月13日、NHK BSプレミアム）
- コールドケース 〜真実の扉〜 最終話（2016年12月24日、WOWOW） - 赤松静子 役
- 富士ファミリー2017（2017年1月3日、NHK）
- バイプレイヤーズ 〜もしも6人の名脇役がシェアハウスで暮らしたら〜 第7話（2017年2月18日、テレビ東京） - かえでの母 役
- カルテット 第9話（2017年3月14日、TBS） - 早乙女真紀 役
- 稲垣家の喪主（2017年3月18日、WOWOW） - 稲垣朱里 役
- リバース 第2話 - 第5話（2017年4月21日 - 5月12日、TBS） - 沼淵ことは 役
- コウノドリ 第2シリーズ 第5話（2017年11月10日、TBS） - 西山瑞希 役
- 月曜名作劇場 「ミステリー作家・朝比奈耕作シリーズ2」（2018年3月12日、TBS） - 鳥神純子 役
- PTAグランパ2! 第5話・第7話・最終話（2018年5月6日・20日・27日、NHK BSプレミアム） - 瀬古朝香 役
- 特捜9 第5話（2018年5月9日、テレビ朝日） - 酒井菜々子 役
- ダブル・ファンタジー（2018年6月16日 - 7月14日、WOWOW） - 岡島杏子 役
- 悪魔が来りて笛を吹く（2018年7月28日、NHK BSプレミアム） - 新宮華子 役
- グッド・ドクター 第6話（2018年8月16日、フジテレビ） - 水野理香 役
- GIVER 復讐の贈与者 第9話（2018年9月8日、テレビ東京） - 山崎由里 役
- 日曜プライム 棟居刑事シリーズ11「棟居刑事の黒い絆」（2019年2月17日、テレビ朝日）- 古田弓子 役
- 悪党〜加害者追跡調査〜 第3話・最終話（2019年5月26日・6月16日、WOWOW） - 松原弥生 役
- べしゃり暮らし 第1話・最終話（2019年7月27日・9月14日、テレビ朝日）- 上妻美津子 役[19]
- 連続テレビ小説 エール 第8回・第10回（2020年4月8日・10日、NHK） - 神崎ます 役
- 月曜プレミア8 内田康夫サスペンス 新・信濃のコロンボ 追分殺人事件（2020年6月8日、テレビ東京） - 丸岡一枝 役
- 相棒（テレビ朝日）- 出雲麗音 役[20]（レギュラー出演（初回のみゲスト扱い）[21]）
  - season19（2020年10月14日 - 2021年3月17日）
  - season20（2021年10月13日 - 2022年3月23日）
  - season21（2022年10月12日 - 2023年3月15日）
  - season22（2023年10月18日 - 2024年3月13日）[22][23]
  - season23（2024年10月16日 - 2025年3月12日）[24]
- シグナル 長期未解決事件捜査班 スペシャル（2021年3月30日、関西テレビ）- 上杉杏樹 役[25]
- ソロモンの偽証（2021年10月3日 - 11月21日、WOWOW） - 大出佐知子 役[26]
- 今度生まれたら 第2話（2022年5月16日、NHK BSプレミアム・BS4K） - 高梨由紀 役
- ガラパゴス 後編（2023年2月13日、NHK BSプレミアム・NHK BS4K） - 脇田朱美 役
- ユーミンストーリーズ 第2話「冬の終り」（2024年3月11日 - 14日、NHK総合） - 仙川真帆 役[27]
- 特集ドラマ「天城越え」（2025年3月23日：BS8K、5月10日：BSプレミアム4K、6月14日：NHK BS） - 望月次郎の母・キヨ 役[28]

### ネットドラマ
- 深夜食堂 -Tokyo Stories- 第40話（2016年10月21日・12月23日配信、Netflix） - 夏木いずみ 役
  - 深夜食堂-Tokyo Stories Season2- 第41話・第50話（2020年10月31日配信）
- 相棒 配信オリジナル「杉下右京はここにいる」（2020年12月25日配信、TELASA）[29]
- ヒヤマケンタロウの妊娠（2022年4月21日配信、Netflix）[30]
- 相棒 sideA /sideB（2024年3月20日配信、TELASA） - 出雲麗音 役[31]
- 相棒 sideX（2024年10月16日配信、TELASA） - 出雲麗音 役[32]

### バラエティ番組
- 三宅裕司のドシロウト レギュラー（2004年 - 2005年 日本テレビ）
- ニューデザインパラダイス レギュラー（2004年 - フジテレビ）
- うぇぶたま セミレギュラー（2006年 - 2007年 テレビ東京）
- 記念日工房（2006年 - 2007年 ameba studio）
- 林修の今でしょ！講座（2022年3月15日 テレビ朝日）
- ミラクル9（2023年3月8日 テレビ朝日）
- プレバト!!（2025年1月23日 MBS毎日放送）

### 舞台
- プリセタ「ヴィレン」（2006年）
- 鉄割アルバトロスケット「鉄割のアルバトロスが」（2008年）
- プリセタ「コミック」（2010年）
- ゴジゲン「神社の奥のモンチャン」（2011年）
- ポツドール「おしまいのとき」（2011年） - 主演

### CM
- ソニー バイオ サイバーショット（web 2003年）
- 富士フイルム チェキ（2003年）
- 雪印 毎日骨太（2003年）
- 東京ディズニーリゾート（2003年）
- 日産自動車 マーチ（2004年）
- アデランス（2004年 - 2005年）
- 富士フイルム 写ルンです（2005年）
- 三越　ジュラシックセール（2006年）
- ファルケン　サーチアイシリーズ（2006年）
- タウンページ（2006年）
- ほっかほっか亭（2007年）
- ポカリスエット（2007年）
- イエローハット（2007年）
- DODA（2008年）
- カロリーメイト（2009年）
- 夢の街創造委員会出前館（2009年）
- 三井住友海上「GK ガメラ編」（2010年）[33]
- ニベア花王 8×4MEN（2011年）
- ロッテACUO（2011年）
- 三井不動産「姉の変化（ビジネス）編」「姉の変化（畑）編」（2014年）
- 日本生命「『想い』に寄り添う仕事篇（2015年）
- ジャパネットたかた Goods for you 第1弾「つながる篇」（2016年）[34]、Goods for you 第2弾「伝える篇」（2016年）[34]
- メルカリ「なくしもの篇」（2017年）

### スチル
- 花キューピット　（2005年）
- NTTDoCoMo（2005年）
- NTTフレッツ（2006年）

### 雑誌
- B.L.T.
- JJ
- MORE
- with
- TOKYO一週間
- まだまだ現役倶楽部（2008年イメージガール）

### MV
- Aimer「Re:pray」（2011年12月14日）

## 受賞歴
- 第28回高崎映画祭 最優秀新人女優賞 『共喰い』（2014年）
- 第59回Asia-Pacific Film Festival 最優秀主演女優賞